# 4929 Yamatai
A 4929 Yamatai (ideiglenes jelöléssel 1982 XV) a Naprendszer kisbolygóövében található aszteroida. Hiroki Kosai,  Kiichiro Hurukawa fedezte fel 1982. december 13-án.